# Wat Ek Phnom
 Wat Ek Phnom  (Khmer: វត្តឯកភ្នំ) és un temple d'estil khmer situat a la riba esquerra del riu Sangkae, prop de Peam Aek, a uns 13 km de la ciutat de Battambang, al nord-oest de Cambodja. Es tracta d'un temple hindú construït al segle xi durant el regnat del rei Suryavarman I. Tot i que està parcialment ensorrat i ha estat saquejat, és conegut pel bon tall de les seves llindes i els seus frontons.

## Emplaçament
Una enorme estàtua de Buda, construïda en pedra blanca, dirigeix cap a la moderna pagoda budista, Ek Phnom, envoltada per 18 figueres de les pagodes. L'indret és considerat com un gran destí per passar els dies festius, així com per realitzar peregrinacions per part dels khmers en dates assenyalades. La pagoda obre el camí cap a les runes de l'antic temple hindú.
L'antic temple, construït mitjançant grans blocs de gres i tancat per les restes d'un mur de laterita i un Baray, consisteix en petits temples o prasats, situats en una plataforma, que mesura 52 metres per 49 metres. Actualment està gairebé en runes, quedant en peu només les principals torres del temple, en les quals es pot veure uns destacables baixos relleus als flancs superiors.
Els baixos relleus representen diversos esdeveniments de la mitologia hindú, la majoria dels quals fan referència a Krixna. Tal com va fer Krixna, Suryavarman I va desenvolupar reformes institucionals a l'estat.

## Els khmers rojos
En el període de la història de Cambodja en què els khmers rojos van prendre el poder, entre 1975 i 1979, el temple de Wat Ek Phnom va servir com a camp de presoners. Concretament, en aquest indret s'hi van retenir nens, els quals eren reeducats en funció de les necessitats del règim. L'activista pels rets humans cambodjà Arn Chorn-Pond, que va passar bona part d'aquest període al temple, explicava que cada dia hi eren executats nens i adults. Chorn-Pond explica que va poder sobreviure perquè tocava molt bé la flauta i, gràcies als dots interpretatius apresos amb la seva família, dedicada al món del teatre i l'òpera, podia entretenir als soldats.
Segons recordava Chorn-Pond, els khmers rojos mataven tres o quatre persones al dia, obligant a tots els nens a mirar les execucions, i exigint que aquests no mostressin cap tipus d'emoció, sota pena de mort. Quan les forces vietnamites van envair Cambodja, els nens que quedaven a Wat Ek Phnom van haver de marxar al front a defensar als khmers rojos. Els qui van refusar agafar les armes van rebre un tret al cap. Alguns dels nens, aleshores, només tenien 8 anys.